# Antonio Escobar Huertas
Antonio Escobar Huerta (Ceuta, 14 de novembre de 1879 - Barcelona, 8 de febrer de 1940). Fou un militar espanyol, conegut popularment com el general Escobar.
Fill, germà i pare de militars i d'una monja adoratriu, era tinent coronel de la Guàrdia Civil destinat a Barcelona quan es produí la rebel·lió militar del 18 de juliol de 1936. Catòlic i conservador, es mostrà fidel al seu jurament al govern de la república, i resultà decisiu en la derrota del sollevament a Barcelona.
En començar la revolta, es va posar immediatament a les ordres del president de la Generalitat Lluís Companys i Jover. Sempre va considerar un error que no es desarmés les milícies anarquistes després del fracàs del sollevament i s'oposà que se'ls concedís el control quasi total de la ciutat. Va ser molt afectat quan van incendiar convents i assassinar religiosos després de la revolta a Barcelona, però va mantenir el seu compromís amb el govern republicà legalment establert.
Havent guanyat la confiança del president Azaña, després de la transformació de la Guàrdia Civil en la Guàrdia Nacional Republicana, Escobar s'incorporà en l'Exèrcit del Centre, i va combatre a Talavera, Escalona i Navalcarnero intentant aturar l'avanç de les tropes revoltades cap a Madrid. El varen ferir a la Casa de Campo de Madrid durant la batalla de Madrid, per la qual cosa es va estar en repòs alguns mesos. Durant la convalescència, va anar alguns dies al santuari de Lorda a França, amb permís exprés del president Azaña. A pesar de tenir l'oportunitat de quedar-se a França, va tornar al territori republicà. Un motiu de tristesa va ser saber que un dels seus fills que combaté a l'exèrcit franquista (el seu fill, el tinent d'infanteria José Escobar Valtierra), havia mort a la batalla de Belchite.
Posteriorment fou nomenat Director General de Seguretat de Catalunya, amb el qual el govern de la República es feia càrrec de l'ordre públic a Catalunya, el dia abans dels fets de maig de 1937. Acabat d'arribar a Barcelona va ésser greument ferit en un atemptat. Una vegada recuperat, va participar en la batalla de Brunete i en accions a la zona de Terol, formant part de l'exèrcit de Llevant. El juliol de 1938 és ascendit a general en cap de l'Exèrcit d'Extremadura. El 26 de maig de 1939, seguint ordres de la Junta de Defensa casadista, es rendeix amb les seves tropes al general Yagüe a Ciudad Real.
El general Yagüe li ofereix una avioneta per fugir a Portugal (Escobar era l'únic general de l'Exèrcit Popular Republicà que quedava a Espanya), però el general Escobar prefereix compartir la sort de les seves tropes.
Irònicament jutjat per rebel·lió militar, va ser condemnat a mort. Malgrat la petició del cardenal Segura de l'Església Catòlica que fos indultat, Franco no va cedir i Escobar va ser afusellat al fossat del castell de Montjuïc el 8 de febrer de 1940. El mateix Escobar dirigí la seva execució i l'escamot mateix de la Guàrdia Civil va retre honors militars al seu cadàver.
El 2023, el govern de l'estat espanyol va rehabilitar-lo en el seu rang de general.

## En les arts
- Memorias del General Escobar (1984). Film dirigit per José Luis Madrid, protagonitzat per Antonio Ferrandis, Fernando Guillén i Jesús Puente, amb guió del capità Pedro Masip Urios, ajudant de camp del general Escobar.[6]